# George Ernest Shelley
Pour les articles homonymes, voir Shelley.
Le capitaine George Ernest Shelley est un militaire, un géologue et un ornithologue britannique, né le 15 mai 1840 et mort le 29 novembre 1910 à Londres.

## Biographie
Il est le neveu de la célèbre poétesse Mary Shelley (1797-1851).
Il fait ses études au lycée de Versailles et rejoint, en 1863, les grenadiers de la garde. Il obtient quelques années plus tard le grade de capitaine.
Il est chargé par le gouvernement d’Afrique du Sud d’une mission de recherche géologique. Il explorera également l’Éthiopie.
Il fait paraître en 1874, Catalogue of the Picariæ in the Collection of the British Museum. Scansores and Coccyges containing the families Indicatoridæ, Capitonidæ, Cuculidæ, and Musophagidæ, 1876-1877, A Monograph of the Cinnyridæ, or Family of Sun Birds, 1878, A Handbook to the Birds of Egypt, 1880, A Monograph of the Nectariniidae. Son ouvrage principal est The birds of Africa en cinq volumes de 1896 à 1912, dont la dernière partie paraît posthumément grâce aux soins de William Lutley Sclater (1863-1944).
Une attaque, qui le paralyse en 1906, met fin à ses recherches. Sa collection de 7 235 spécimens dont 37 types est aujourd’hui conservée au British Museum.